# Harley-Davidson
Harley-Davidson, Inc. (H-D), hay Harley, là một nhà sản xuất xe máy Mỹ được thành lập năm 1903 tại Milwaukee, Wisconsin. Đây là một trong hai nhà sản xuất xe máy lớn của Mỹ đã sống sót qua cuộc Đại suy thoái, công ty kia là Indian. Công ty đã tồn tại qua nhiều thỏa thuận về quyền sở hữu, sắp xếp công ty con, qua các thời kỳ sức khỏe kinh tế và chất lượng sản phẩm kém và cạnh tranh toàn cầu khốc liệt  để trở thành một trong những nhà sản xuất xe máy lớn nhất thế giới và là một thương hiệu nổi tiếng được biết đến với sự trung thành. Có các câu lạc bộ chủ sở hữu xe và các sự kiện xe trên toàn thế giới, cũng như một bảo tàng tập trung vào thương hiệu do công ty tài trợ.
Harley-Davidson được chú ý bởi một phong cách tùy biến đã tạo ra phong cách xe máy chopper. Công ty có truyền thống đưa ra thị trường những chiếc mô tô cruiser hạng nặng, làm mát bằng không khí với dung tích động cơ lớn hơn 700 cm³, nhưng công ty cũng đã mở rộng các dịch vụ của mình để bao gồm các nền tảng đương đại VRSC (2002) và Street tầm trung (2015).
Harley-Davidson sản xuất xe máy của mình tại các nhà máy ở York, Pennsylvania; Milwaukee, Wisconsin; Thành phố Kansas, Missouri (đóng cửa); Manaus, Brazil; và Bawal, Ấn Độ. Việc xây dựng một nhà máy mới ở Thái Lan dự kiến sẽ bắt đầu vào cuối năm 2018. Công ty tiếp thị sản phẩm của mình trên toàn thế giới, đồng thời cấp phép và tiếp thị hàng hóa dưới thương hiệu Harley-Davidson, trong đó có may mặc, trang trí nhà cửa và đồ trang trí, phụ kiện, đồ chơi, mẫu xe máy các cỡ và trò chơi video dựa trên dòng xe máy và cộng đồng.